# Logia Heracles
La Logia Heracles es la logia masónica de Málaga. Comenzó su andadura en 2007, estando federada al Gran Oriente de Francia. 
Trabaja en el Rito Escocés Antiguo y Aceptado.

## Historia
En 2005 se fundó el Triángulo masónico Heracles, constituido por un Maestro y dos Aprendizes filiados a dos diferentes RR.'.LL.'. (Constante Alona y Blasco Ibáñez). Durante dos años de intenso trabajo y muchos viajes a Alicante para efectuar iniciaciones y pasajes de grado, se vivió un clima de alegría y entusiasmo. En marzo de 2007 se transforma en la Logia Heracles, única logia en Andalucía del Gran Oriente de Francia, que trabaja el Rito Escocés Antiguo y Aceptado.
La Logia Constante Alona de Alicante fue la encargada de "apadrinar" la Logia Heracles durante el periodo de 2005 a 2007. 
En 2008 una parte de sus miembros (residentes en Sevilla, Huelva y Córdoba) formaron el Triángulo Minerva en Sevilla.
Se calculan en más de 40 personas iniciadas o regularizadas a través de la Logia Heracles en el periodo 2007-2008.

## Principios y objetivos
La Logia Heracles tiene por principios la laicidad, la tolerancia mutua y la libertad absoluta de conciencia.
Como es habitual entre las logias de la masonería adogmática, lleva a cabo frecuentes pronunciamientos públicos sobre cuestiones de interés social atendiendo a temas de actualidad.

## Enlaces
- Respetable Logia Heracles n.º 2136
- Logias españolas del Gran Oriente de Francia Archivado el 14 de julio de 2017 en Wayback Machine.
- Respetable triángulo Minerva en Sevilla

- Datos: Q5552214